# Nova Delphini 2013

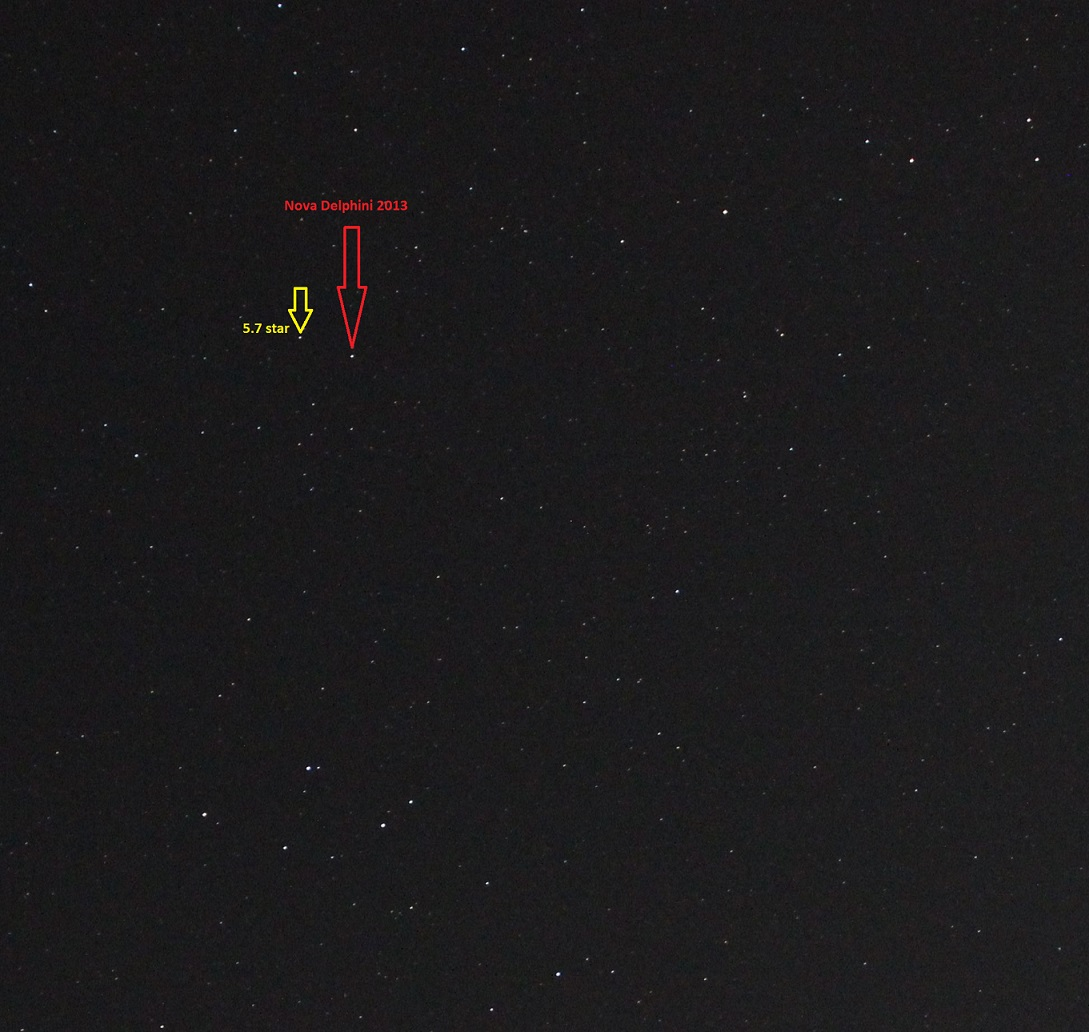
Nova Delphini 2013 am 15. August 2013

Nova Delphini 2013 (V339 Delphini) ist eine Nova, die im Sommer 2013 im Sternbild Delphin erschien und am 14. August 2013 von Koichi Itagaki entdeckt worden ist.
Der Stern mit einer Entdeckunghelligkeit von mag 6,3 erhielt die Bezeichnung PNVJ20233073+2046041. Die Helligkeit steigerte sich innerhalb der nächsten zwei Tage auf etwa 4,3 mag und nahm über die folgenden 9 Wochen wieder auf etwa 11 mag ab.

## Koordinaten
- Rektaszension (J2000): 20h23m30s.95
- Deklination (J2000): +20°46'05"